# Tiende Penning
Er zijn in de 16e eeuw twee soorten belastingen geheven in de Nederlanden die tiende penning heetten:

## Tiende penning van Maria van Hongarije
Maria van Hongarije was landvoogdes van de Habsburgse Nederlanden namens haar broer keizer Karel V. Op 21 maart 1543 werd door haar de tiende penning ingesteld, een belasting van een tiende of 10% op inkomsten uit vermogen. De belasting werd geheven in 1543, 1544, 1553, 1556, 1561 en 1564.

## Tiende penning van Alva
De tiende penning van Alva was een belastingmaatregel in 1569 voorgesteld en in 1571 ingevoerd door Fernando Álvarez de Toledo, hertog van Alva en landvoogd over de Spaanse Nederlanden namens koning Filips II van Spanje. Filips had Alva verordonneerd ervoor zorg te dragen dat de Nederlanden zichzelf financieel zouden bedruipen en niet meer afhankelijk zouden zijn van Spaanse subsidies. Dat gold ook voor betaling van het in de Nederlanden gestationeerde leger van Filips II.
De tiende penning was een omzetbelasting van 10% op de verkoop van roerende goederen (eten en drinken, kleding enz.), identiek aan de in de Spaanse landen gebruikelijke Alcabala-belasting. De heffing op producten van handel en nijverheid was in de Nederlanden nog niet eerder voorgekomen. Het lag verder in de bedoeling dat de heffing permanent zou zijn. De heffing leidde tot woede en verzet in de Nederlanden en kan als een belangrijk element gezien worden voor de Nederlandse Opstand.
Tegelijk met de tiende penning voerde Alva ook twee andere belastingen in:
1. De honderdste penning: een eenmalige belasting van 1% op alle bezittingen van roerende en onroerende aard (modern equivalent in Nederland: onroerendezaakbelasting (ozb); en in België: onroerende voorheffing). De belasting werd ook geheven bij degenen die eerder altijd van het betalen van belastingen waren vrijgesteld: de adel en de geestelijkheid.[2]
2. De twintigste penning: een omzetbelasting van 5% op de verkoopprijs van onroerende goederen (huizen, landgoederen, enz.), geïnspireerd door een soortgelijke belasting die was ingevoerd door de Romeinse keizer Augustus (modern equivalent in Nederland: overdrachtsbelasting; en in België: registratierechten). Deze heffing was bedoeld als permanent.

Vooral tegen de tiende penning van Alva rees veel verzet. In de Nederlanden was het bovendien een verworvenheid dat de landsheer slechts een nieuwe belasting hief via een bede of verzoek aan de gewesten. Alva riep in maart 1569 de Staten-Generaal bijeen om dit belastingpakket voor te leggen, maar de gedelegeerden verleenden slechts een bede voor twee jaar. De landvoogd legde echter de genomen besluiten zo uit, dat hij na twee jaar alsnog de permanente belasting kon opleggen. Hij deed dit eenzijdig op 31 juli 1571. Hij negeerde de gewesten, aangezien het heel erg ongewis was of die met de heffing akkoord zouden gaan. Alva gebood zijn hervorming voor de gehele Nederlanden. Met de centraal vanuit Brussel opgelegde heffingen doorbrak hij het aloude privilege van de gewesten dat die voor belastingheffingen toestemming dienden te geven.
De Nederlanden dreigden als handelsnatie door de tiende penning in hun concurrentiepositie te worden aangetast, althans zo was de kritiek. Vooral in Brussel werd hevig gestaakt tegen de maatregel en bleven ambachtslieden en winkeliers maandenlang dicht. Op 26 juni 1572 voerde koning Filips II de tiende en twintigste penning af voor een jaarlijkse bede van twee miljoen gulden. In werkelijkheid is de tiende penning van Alva dus nooit geheven. Het "afkopen" voor twee miljoen gulden gebeurde gedurende twee jaar.

## Lied
- Over de tiende penning en de strijd tegen de koning van Spanje werd in de 16e eeuw een lied geschreven dat in 1848 via Jan Frans Willems voor het eerst in druk verscheen op blz. 78-80 van het boek "Oude Vlaemsche liederen".[5]